# 丹沢恵
丹沢 恵（たんざわ めぐみ）は、日本の漫画家。女性。大阪府出身。いて座。血液型はB型。

## 来歴
1985年、みのり書房の『アニパロコミックス』で『スタートレック』のパロディマンガでデビュー。当時のペンネームは「とみいみく」。
1988年秋ごろ、「とみいみく」名義にて『花のくみちゃん』が芳文社『まんがタイムファミリー』にて掲載され4コマ漫画家としてデビュー。同作で1989年、芳文社『まんがホーム』3月号にて「女流新人4コマまんが展」に入選。同年、『まんがタイムファミリー』5月号にて上記入選作を『ごめんあそばせ』と改題しペンネームも「丹沢恵」と改名し4コマ漫画家として本格的に活動開始。時期をほぼ同じくして『まんがタイムスペシャル』でも同作品が連載開始された。以降芳文社、竹書房をはじめとした各4コマ漫画雑誌などで執筆活動を行った。1998年、竹書房の『まんがライフ』7月号から『トラブルカフェ!』にて約5年間表紙及び巻頭作品を担当していた。代表作は上述の『ごめんあそばせ』のほか、『トラブルカフェ!』、『あしたもゲンキ!』などがある。

## 人物
本人単行本折り返しのプロフィールなどによるとかなりの沖縄好きのようで、作者の近況としてよく沖縄の関連情報などを記している。特に喜納昌吉のファンのようである。

## 作品リスト
- アシタのアタシ（まんがタイムジャンボ（芳文社））全2巻
- あしたもゲンキ!（まんがライフオリジナル（竹書房））全5巻
- いつも心に南風（まんがライフ（竹書房））全1巻
- ガールズ・ブラボー!（まんがタイムラブリー（芳文社））全1巻
- カレと呼ばないで（まんがアロハ（ぶんか社））※単行本「パパtheライバル」に収録
- ご機嫌いかが?（まんがタイムジャンボ（芳文社））
- ごめんあそばせ（まんがホーム ほか（芳文社））既刊16巻
- ただいま!（まんがライフ（竹書房））全1巻
- 天使じゃないもん（まんがライフオリジナル（竹書房））全2巻
- トラブルカフェ!（まんがハイム（徳間書店）→まんがライフ（竹書房）[注釈 4]）全8巻
- 猫実カフェ（まんがライフオリジナル（竹書房））全1巻
- 花咲け乙女（まんがタイムラブリー（芳文社））全2巻
- パパtheライバル（まんがタイムジャンボ（芳文社））全1巻
- 晴れ予報・恋予報（まんがタイムラブリー（芳文社））全1巻
- Helloマイ・シスター（まんがライフMOMO（竹書房））全1巻
- 本日も上場なり（まんがライフオリジナル（竹書房））全1巻
- 笑って愛して（ぶんか社）1巻